# Literatura de Brasil

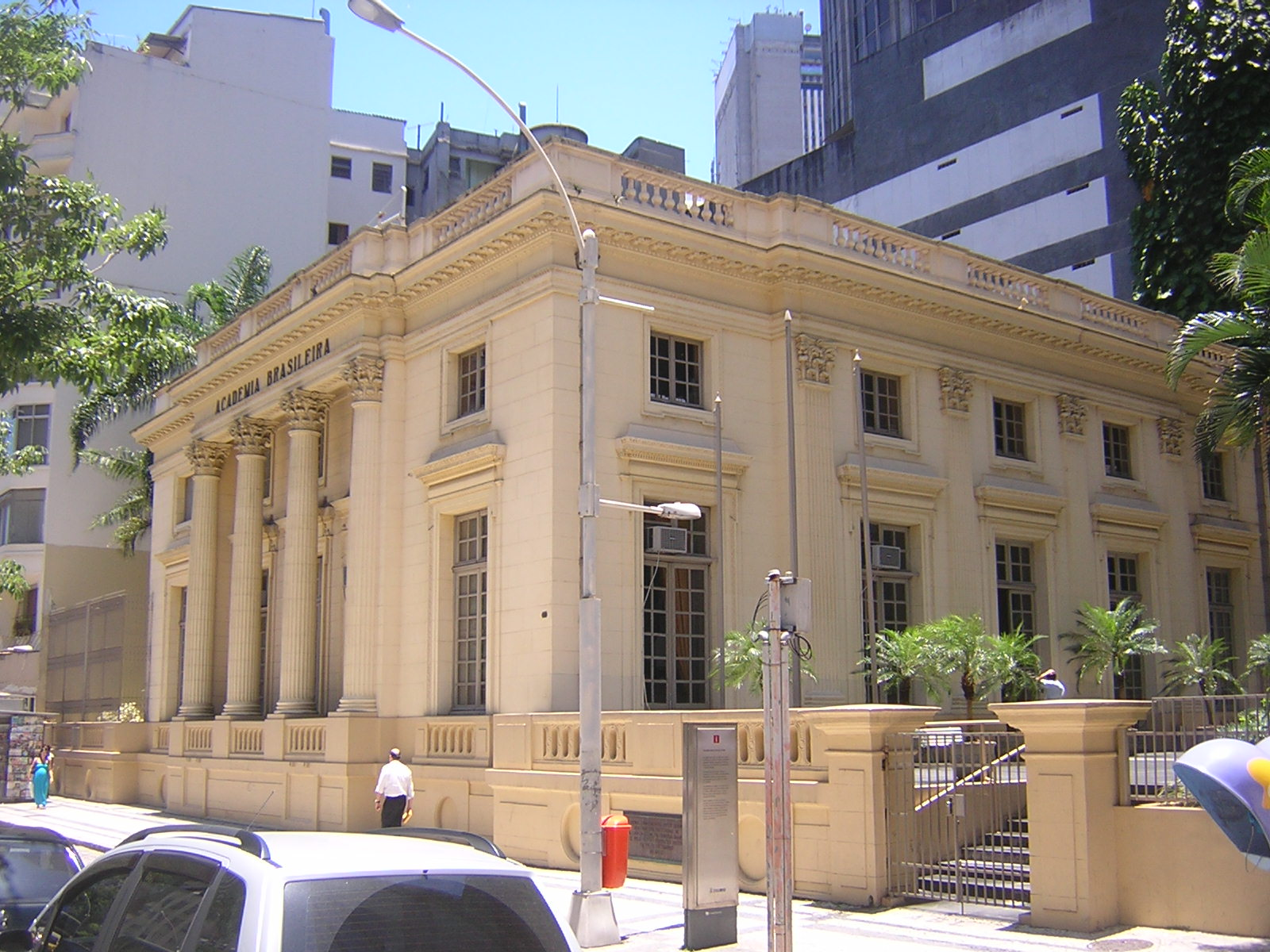
Academia Brasileña de Letras, Río de Janeiro, Brasil.

La literatura brasileña, considerando su desarrollo basado en la lengua portuguesa, forma parte del espectro cultural lusófono. Surgió a partir de la actividad literaria incentivada por el descubrimiento de Brasil durante el siglo XVI. Bastante ligada en un principio a la literatura metropolitana, poco a poco fue ganando independencia, especialmente durante el siglo XIX, con los movimientos románticos y el realista, hasta alcanzar su punto culminante con la Semana de Arte Moderno en 1922, que se caracteriza por la ruptura definitiva con las literaturas de otros países, formando, por lo tanto, desde el Modernismo y sus escuelas las primeras generaciones de escritores realmente independientes. Surgen en este momento grandes nombres como Manuel Bandeira, Carlos Drummond de Andrade, João Guimarães Rosa, Clarice Lispector y Cecilia Meireles.
La literatura producida en Brasil desempeña un papel importante en el ámbito cultural del país: todos los principales periódicos dedican gran parte de sus suplementos culturales al análisis y la crítica literarios. Igualmente, la enseñanza de la disciplina es obligatoria en la escuela secundaria.

## Período colonial

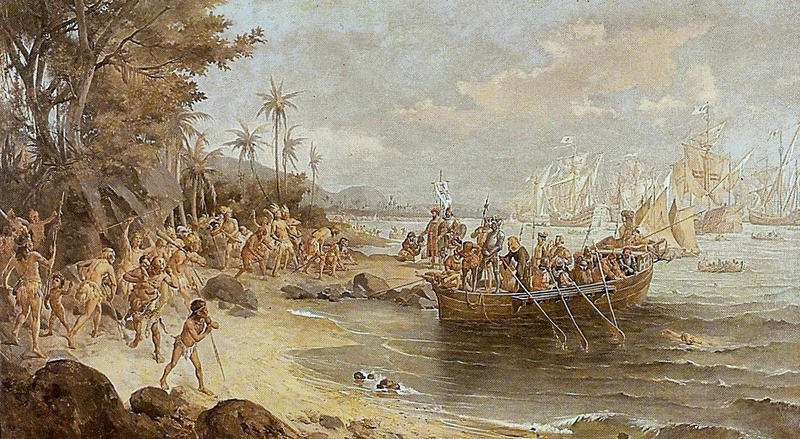
Desembarco de Pedro Álvares Cabral en Porto Seguro, 1500. Óleo sobre tela de Oscar Pereira da Silva (1904)

El primer documento existente que puede ser considerado como literatura brasilera es la Carta de Pero Vaz de Caminha ("Carta de Pero Vaz de Caminha"), escrita por Pero Vaz de Caminha para Manuel I de Portugal, la cual contiene una descripción de cómo se veía Brasil en el año 1500. Los diarios de los navegantes y las descripciones de la "América portuguesa" dominaron la producción literaria durante los dos siglos siguientes, incluyendo informes famosos como los de Jean de Léry y los de Hans Staden, cuyas historias sobre su encuentro con los Indios Tupi en las costas de São Paulo fueron de una influencia extraordinaria sobre la mirada que tenía Europa sobre el nuevo continente.
Algunos otros ejemplos literarios explícitos sobrevivieron a este período, como el poema épico de José Basilio da Gama, en el que se celebra la conquista de las misiones guaraníes por los portugueses, y el trabajo de Gregório de Matos Guerra, un abogado del siglo XVII, de Salvador de Bahía, que produjo una amplia cantidad de sátiras, así como poesías religiosas y seculares. La obra de Matos tenía fuertes resonancias barrocas y estuvo influido por poetas españoles como Luis de Góngora y Francisco de Quevedo.
El Neoclasicismo fue difundido en Brasil a mediados del siglo XVIII, siguiendo el estilo italiano. La literatura era producida muchas veces por miembros de academias temporales o semipermanentes y la mayor parte de su contenido pertenecía al género pastoral. El centro literario más importante en el Brasil colonial era la próspera región de Minas Gerais, conocida por sus ricas minas de ouro, donde ya estaba empezando a surgir un movimiento protonacionalista. Los poetas más importantes de esta época eran Cláudio Manuel da Costa, Tomás António Gonzaga, Alvarenga Peixoto y Manuel Inácio da Silva Alvarenga, todos ellos envueltos en una revuelta contra el poder colonial. Gonzaga e Costa fueron exiliados hacia África como consecuencia de sus respectivos trabajos.

## Romanticismo

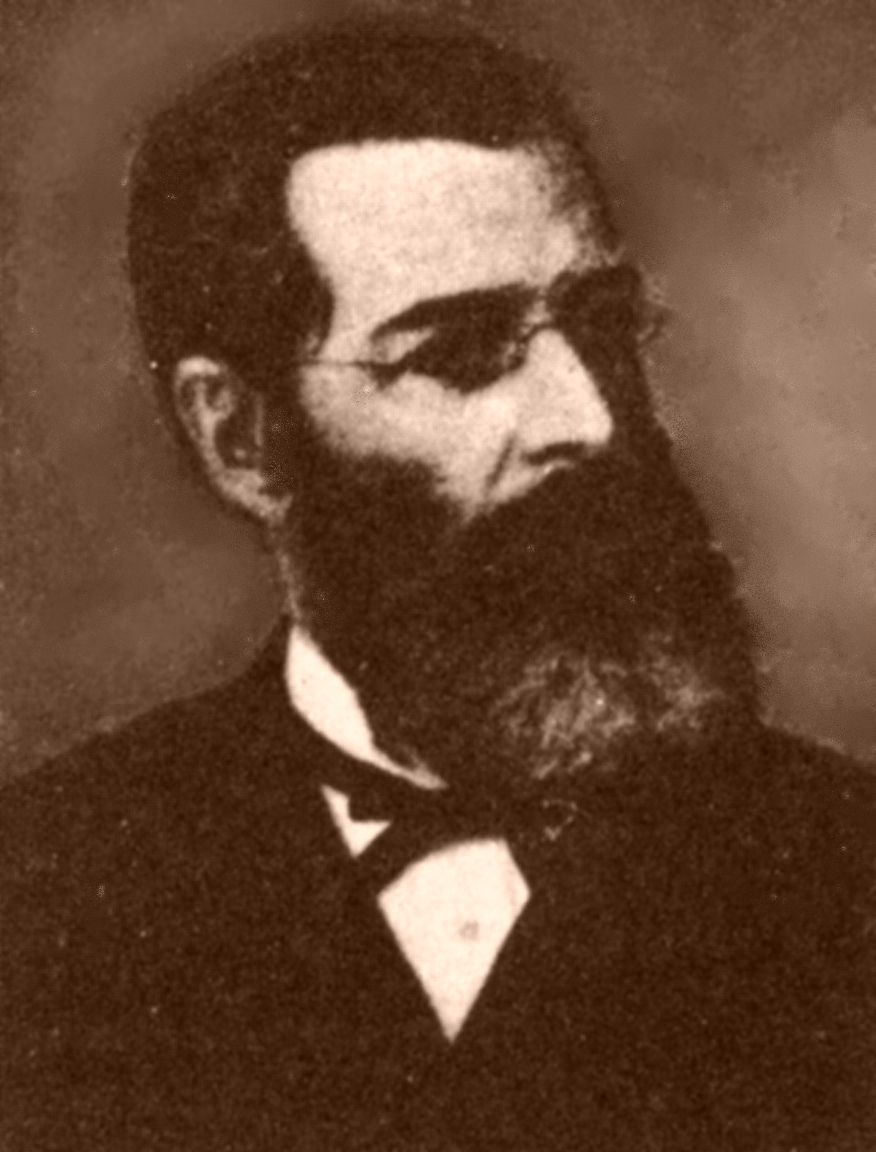
José de Alencar, escritor brasileño y autor de Iracema

En 1822, D. Pedro se da cuenta de un movimiento que se estaba haciendo sentir, como mínimo, desde 1808: la Independencia de Brasil. A partir de entonces, dentro del contexto de surgimiento de nuevas naciones independientes en Europa y América, el joven Brasil independiente va a necesitar encontrar la manera de insertarse en el nuevo orden político mundial. Dentro de la necesidad de autoafirmación de la nueva nación, se busca barrer la imagen del conquistador portugués. La riqueza minera genera las condiciones necesarias como para que las familias más ricas envíen a sus hijos a Europa, especialmente a Francia y a Gran Bretaña. Los jóvenes brasileños formados en Europa buscan en este continente las soluciones a los problemas de Brasil, a pesar de que Brasil no tenía la misma estructura social que los países industrializados de Europa: si en estos últimos la sociedad se articulaba en torno al binomio burguesía / proletariado, en Brasil la sociedad se basaba todavía en la oposición aristocracia / esclavo, de manera que el "ser burgués" era más un estado de ánimo, una norma de comportamiento, y no una posición económica y social.
En Brasil, la poesía romántica se caracteriza en primer lugar por el contenido patriótico, de afirmación nacional de la comprensión de lo que iba a ser la identidad brasileña, o la expresión de uno mismo, es decir, la expresión de los sentimientos, los deseos más personales diferente del ideal de la imitación de la poesía de la naturaleza en este arcade. Todo esto seguido de una revolución en el lenguaje poético, que comenzó a buscar una proximidad a la vida cotidiana de las personas con el lenguaje cotidiano. En el poema "Invocación del Ángel de la Poesía", Gonçalves de Magalhaes dice que va a abandonar las convenciones clásicas (la cultura griega), a favor del sentimiento personal y sentimiento patriótico.
La poesía romántica llega en medio del fervor separatista de la primera mitad del siglo XIX, y tiene como punto de partida la obra de Gonçalves de Magalhães "Suspiros poéticos y anhelos" (1836), caracterizada por un fuerte sentimiento de antilusitanismo. El prefacio de esta obra es considerado como el manifiesto por excelencia del Romanticismo brasileño y por ello se considera a este autor como el iniciador de dicha escuela literaria en su país.
El Romanticismo de Brasil puede dividirse en tres partes:

### Primera Generación. Indigenismo y nacionalismo
Estaba formada por escritores muy preocupados por la formación de una identidad nacional en el Imperio de Brasil, que acababa de obtener la independencia de Portugal. Eran extremadamente nacionalistas, veían a los indios como héroes, exaltaban la naturaleza y la patria con gran sentimentalismo.
Los principales autores de esta época son Manuel de Araújo Porto-Alegre (1806-1879), Domingos José Gonçalves de Magalhães (1811-1882) y Antonio Gonçalves Dias (1823-1864).

### Segunda Generación. El Ultrarromanticismo
En esta generación se produce un énfasis en los rasgos románticos. El sentimentalismo es todavía más acusado, de ahí que se hable de un "Ultrarromanticismo". También se la conoce como la generación "Byroniana", por estar fuertemente influida por la poesía de Lord Byron y Musset. Sus miembros se caracterizan por llevar un estilo de vida bohemio y nocturno, y por tener una visión del mundo egocéntrica, narcisista, pesimista, angustiada y, en ocasiones, incluso satánica (las referencias al demonio, a las ceremonias demoníacas prohibidas y oscuras, son constantes en algunos de estos autores, que ven el infierno como una prolongación de las orgías en la Tierra). Temas habituales en ellos son el pesimismo, la duda, la desilusión y el aburrimiento constante, pero, por encima de todo, es el escape de la realidad, que se manifiesta en una idealización de la infancia.
Los principales poetas de esta generación fueron Álvares de Azevedo, Casimiro de Abreu, Junqueira Freire y Fagundes Varela.

### Tercera generación. El Condoreirismo
Caracterizada por la poesía social y libertaria, refleja las luchas internas de la segunda mitad del reinado del emperador Pedro II. Esta generación estuvo muy influida por Víctor Hugo y su poesía política, de ahí que sea conocida como la generación "huguiana". El resultado final es el condoreirismo o condorismo: el cóndor, el águila que habita en la cima de los Andes, se convierte en el símbolo de la libertad abrazada por estos jóvenes románticos.
Su máximo representante fue Castro Alves, seguido por Tobias Barreto y Sousándrade.

### La prosa romántica. José de Alencar
José de Alencar es considerado el patriarca de la literatura brasileña. Inauguró nuevos estilos románticos y consolidó el Romanticismo en Brasil, diseñando el retrato cultural brasileño de manera completa y exhaustiva. Debido a esa visión amplia de la escena brasileña, su obra iniciaría un período de transición entre el Romanticismo y el Realismo. Muchas de sus novelas revelan la preocupación de José de Alencar por mostrar al indio como un héroe nacional. Mientras que los autores románticos europeos mostraban su nostalgia por la época medieval, Alencar procuró buscar en la cultura indígena el pasado fiel de la historia brasileña. Sus novelas muestran un lenguaje más original, con palabras de los indios Tupi, y retratan al indio como un símbolo de la valentía, la pureza y el amor a la naturaleza. En resumen, sus obras utilizan el indigenismo como una forma de revelar un concepto más original de la identidad brasileña y de crear un proyecto de lengua brasileña.

## Realismo
El Realismo comienza oficialmente en Brasil en 1881, con la publicación de las «Memorias póstumas de Brás Cubas», de Machado de Assis, el autor más célebre de todo Brasil. La escuela realista brasileña sólo empezará a declinar con la aparición del Parnasianismo, hacia 1890. Con la introducción de los estilos realista y naturalista en Brasil, la observación ganó un nuevo significado. Comenzó a escribirse buscando la verdad, y no para ocupar el tiempo de ocio de los lectores.
Entre los escritores más importantes del realismo en Brasil figuran Raúl Pompeia, el vizconde de Taunay y fundamentalmente el ya citado Machado de Assis, quien contribuyó con obras muy importantes, tales como Memorias póstumas de Blas Cubas, Quincas Borba y Dom Casmurro. Los tres trabajos giran alrededor de varios temas, entre ellos el adulterio, desde una perspectiva crítica e irónica, muy característica del autor. Tanto Memórias Póstumas de Brás Cubas como Dom Casmurro destacan por estar narrados en primera persona, una peculiaridad dentro de la novela realista.

### Machado de Assis

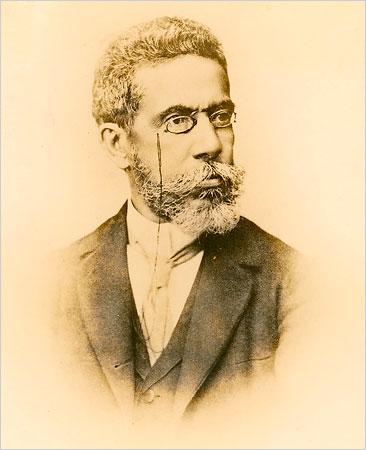
Machado de Assis, el más célebre autor brasileño

José Maria Machado Machado de Assis es considerado el introductor del realismo en Brasil, con la publicación de las Memorias póstumas de Blas Cubas (1881). Esta novela se encuentra junto a todas sus producciones posteriores, Quincas Borba, Dom Casmurro, Esaú e Jacob y el Memorial de Aires, ortodoxia conocida como pertenecientes a su segunda fase, que cuenta con nota de pesimismo e ironía, aunque no hay una interrupción de residuos romántico. En esta fase, los críticos señalan que sus mejores obras son la trilogía de los realistas. Su primera etapa consiste en las obras literarias, como la Resurrección, la mano y guante, Helen y Missy García, en caso de notificación características heredadas del Romanticismo, o "convencionales", como prefiere que la crítica moderna.
Su trabajo fue de fundamental importancia para las escuelas literarias brasileñas de los siglos XIX y XX, y hoy resulta de gran interés académico y público. Ha influido en grandes nombres de las letras de Brasil, como Olavo Bilac, Lima Barreto, Drummond de Andrade y otros. En vida, alcanzó la fama y cierto prestigio en Brasil, pero no gozó de popularidad en el extranjero. Hoy en día, sin embargo, es visto, por su innovación y por su audacia en sus primeros trabajos, como el escritor brasileño más prestigioso. Es más, Machado de Assis es considerado uno de los grandes genios de la historia de la literatura, junto con autores como Dante, Camões, Cervantes y Shakespeare.

### Euclides da Cunha

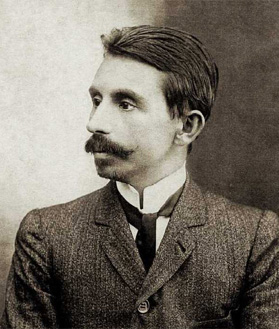
Autor del "Os Sertões", principal escritor regionalista del Brasil

Euclides Rodrigues da Cunha (Cantagalo (Río de Janeiro), 20 de enero de 1866 - Río de Janeiro, 15 de agosto de 1909) fue un escritor, sociólogo, periodista, historiador, geógrafo, poeta e ingeniero brasileño.
Durante la fase inicial de la Guerra de Canudos, en 1897, Euclides escribió dos artículos titulados nuestra venta que le valió una invitación del O Estado de S. Paulo para presenciar el fin del conflicto como corresponsal de guerra. Esto se debe a que él consideraba, al igual que muchos republicanos de la época, que la moción del concejal Anthony tenía la intención de restaurar la monarquía y fue apoyado por los realistas que viven en el país y el extranjero.
Muy influido por el determinismo y el darwinismo, Euclides da Cunha cubrió para el periódico O Estado de S. Paulo, la Guerra de Canudos, una revuelta popular con algunos trazos igualitarios y con elementos de Fundamentalismo cristiano que tuvo lugar en Bahía entre 1895 e 1897. Sus historias, juntamente con algunos ensayos que escribió sobre el pueblo y la geografía del nordeste brasileño, fueron publicados en un grueso volumen, titulado Los Sertones. En su trabajo, Cunha presentó la revolucionaria tesis de que el Estado brasileño era una entidad violenta y extranjera, rechazada (pero muchas veces tolerada) por la gran mayoría de la población analfabeta, algunos de los cuales habían preservado creencias y comportamientos que no habían cambiado en los últimos mil años. Descubrió, por ejemplo, que el sebastianismo estaba, todavía entonces, presente en el Nordeste brasileño y que muchas rimas medievales, cuentos folclóricos y tradiciones portuguesas todavía eran mantenidos por las duras gentes de las zonas semiáridas del "Sertón", las cuales no aceptaban el secularismo ni el gobierno republicano. Su libro Os Sertões se compone de tres partes, tituladas "La Tierra", "El Hombre" y "La lucha". Tal organización de la obra refuerza la idea de que el ambiente donde un hombre nació, los aspectos sociales de este lugar y esa cultura definen al hombre y lo que va a suceder. Este principio es conocido como determinismo, una forma de pensamiento que influyó profundamente la literatura brasileña de mediados y finales del siglo XIX y comienzos del siglo XX.
Euclides se volvió internacionalmente famoso con la publicación de esta obra maestra, que le valió plazas para la Academia Brasileira de Letras (ABL) y para el Instituto Histórico y Geográfico Brasileño (IHGB).

## Pre-Modernismo
El Modernismo tardó en llegar a Brasil. El Simbolismo francés no se popularizó, en la medida en que la mayoría de los autores realistas todavía mantenían sus estilos y concepciones propias de etapas literarias anteriores. No obstante, el período comprendido entre 1895 e 1922 es considerado premodernista por los estudiosos brasileños porque, a pesar de no haber un predominio claro de ningún estilo literario en concreto, existían ya algunas manifestaciones modernistas.

## Modernismo

Oswald de Andrade. Archivo Nacional del Brasil.

El Modernismo empezó en Brasil con la Semana de Arte Moderno, en 1922. Generación 1922 es el nombre bajo el que se agrupa a los escritores Mário de Andrade (Pauliceia Desvairada, Macunaíma), Oswald de Andrade (Memorias Sentimentales de João Miramar), Manuel Bandeira, Cassiano Ricardo, Raul Bopp, Guilherme de Almeida, Antônio de Alcântara Machado, los cuales combinabam tendencias nacionalistas con un interés por el Modernismo europeo. Algunos nuevos movimientos como el Surrealismo ya eran importantes en Europa y comenzaron a introducirse en Brasil durante este período.
Mário de Andrade nació en São Paulo. Trabajó como profesor y fue uno de los organizadores de la Semana de Arte Moderna. Andrade investigó el folclore brasileño y la música popular brasileña y utilizó todo eso en sus libros, evitando el estilo europeo. Su antihéroe brasileño es Macunaíma, que surge de la mezcla étnica y cultural. El interés de Andrade por el folclore y su empleo de un lenguaje coloquial fueron extremadamente influyentes, hasta el punto de que sus innovaciones, al principio revolucionarias, pasaron a dominar la literatura brasileña.
Oswald de Andrade, otro participante de la Semana de Arte Moderna de 1922, trabajó como periodista en São Paulo. Nacido en una familia rica, viajó a Europa varias veces. Dentro de la generación de 1922, Oswald de Andrade representa mejor las características rebeldes del movimiento modernista. Es el autor del Manifiesto Antropófago (1927), en el que afirma que es necesario que Brasil, como un caníbal, se coma la cultura extranjera y, durante la digestión, cree su propia cultura.

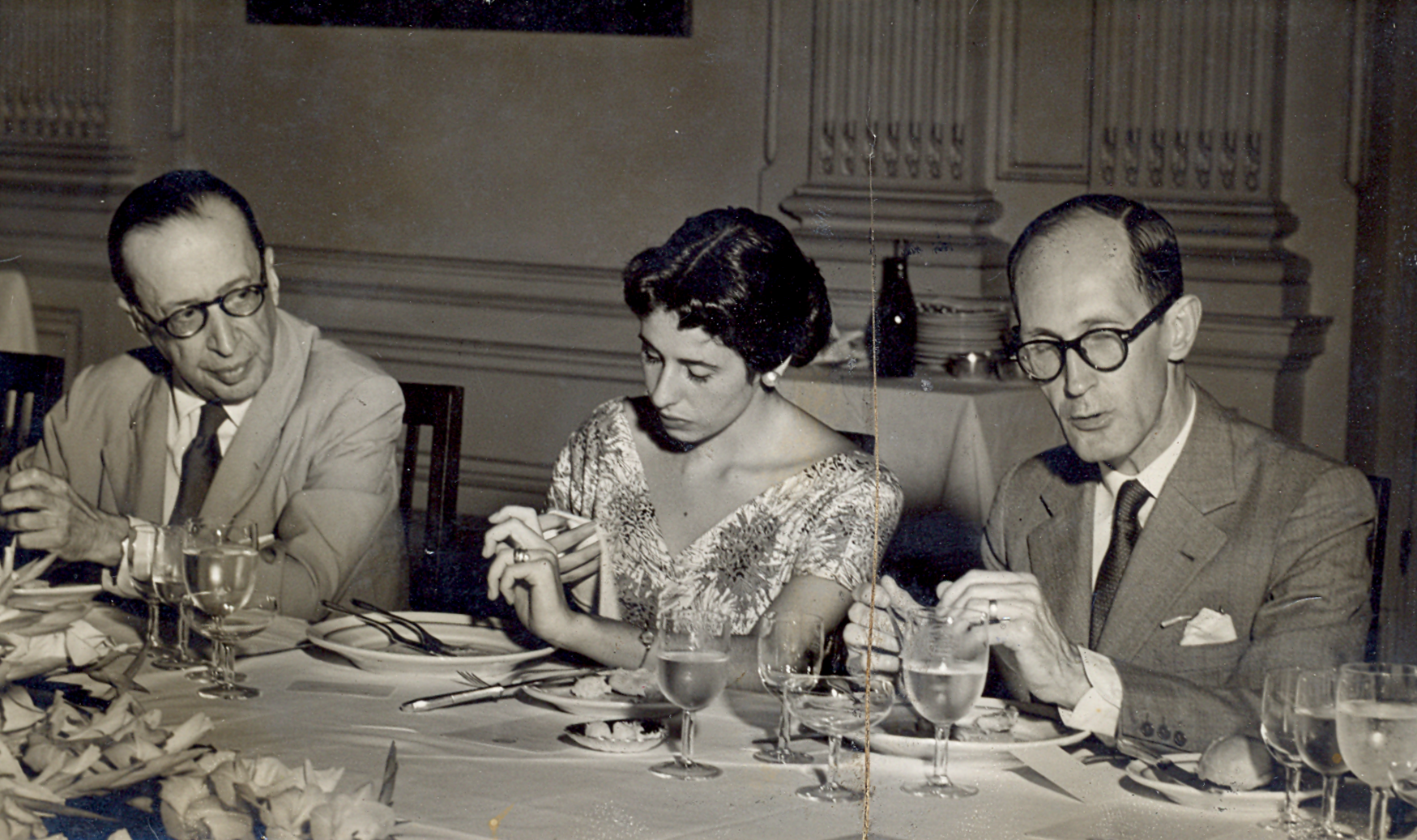
Manuel Bandeira e Carlos Drummond de Andrade, 1954. Archivo Nacional del Brasil.

### Segunda generación (1930-1945)
La segunda fase fue rica en poesía y prosa también. El universo temático se expande con la preocupación de los artistas con el destino del hombre y el ser-en todo el mundo.

Jorge Amado, 1972. Archivo Nacional del Brasil.

A diferencia de su predecesor, fue constructiva. Hubo una sucesión de repente, la poesía de la generación del 22 y 30 fueron contemporáneos. La mayoría de los poetas han absorbido 30 de 22 experimentos, como el tema de la libertad, al igual que la expresión actual o inventiva, el verso libre y antiacademicismo. Así que ella no tiene que ser tan combativo como el de que se reunirá una ya estructurado el lenguaje poético modernista 22. Ellos empezaron a mejorar, seguir la tarea de los medios de purificación y de dirigir y ampliar el tema de inquietud filosófica y religiosa, con Vinícius de Moraes, Jorge de Lima, Augusto Frederico Schmidt, Murilo Mendes, y principalmente Carlos Drummond de Andrade.
La prosa, a su vez, amplió su área de interés se refiere a la nueva situación política, social, económico, humano y espiritual. La broma fue sucedido por el espíritu de la pesadez, la gravedad del alma, fines y medios. Esta generación fue grave, teniendo una actitud seria hacia el mundo, por cuyo dolor fue considerado responsable. También se caracteriza la novela en esta ocasión, el encuentro del autor con su pueblo, con la búsqueda de un hombre en varias regiones de Brasil, por lo que es importante que el regionalismo. A Bagaceira, José Américo de Almeida fue la primera novela en el noreste.
Rachel de Queiroz, Jorge Amado, José Lins do Rego, Érico Veríssimo, Graciliano Ramos y otros autores han creado un nuevo estilo, totalmente moderno, totalmente liberado de la lengua tradicional en el que se podría incorporar la verdadera lengua regional, el argot local. El humor casi bromista Drummond fue influenciado por Mário y Oswald de Andrade. Vinicius, Cecilia, Jorge de Lima y Murilo Mendes había algunos espiritismo que vino del libro de Mario hay una gota de sangre en cada poema (1917). La conciencia crítica estaba presente, y sobre todo, los escritores de la segunda generación en su obra temas sociales consolidados muy graves: la desigualdad social, la vida cruel de los refugiados, los restos de la esclavitud, los coroneles, apoyada por la posesión de la tierra - todos los problemas sociopolíticos que se solapan las regiones próximas pintoresco de los retratos de varios.

### Tercera generación (1945-1978)

Clarice Lispector, 1972. Archivo Nacional del Brasil.

Con la transformación del escenario sociopolítico en Brasil, la literatura también cambió. El fin de la Era Vargas, el auge y la caída del populismo, la dictadura militar y el contexto de la Guerra Fría ejercieron gran influencia en esta tercera fase. En prosa, tanto en la novela como en el cuento, hubo una búsqueda de una literatura intimista, introspectiva y psicológica, destacando aquí la figura de Clarice Lispector. El regionalismo, al mismo tiempo, adquiere una nueva dimensión con la recreación de las costumbres y el habla tosca por parte de Guimarães Rosa, que penetró en la psicología del pistolero paramilitar del centro de Brasil. El estudio de la lengua era un rasgo característico de estos autores, razón por la que fueron conocidos como instrumentistas.
La generación del 45 reúne a poetas que se oponen a las conquistas e innovaciones de la generación del 22, lo que hace que muchos estudiosos, como Tristão de Athayde e Iván Junqueira, consideren a esta generación ya como posmodernista. La nueva propuesta fue inicialmente defendida por la revista Orfeo en 1947. Negando la libertad formal, las ironías, sátiras y otras características modernistas, los poetas del 45 buscaban una poesía más "equilibrada y seria". A principios de los años 40, surgen dos poetas singulares, no afiliados a ninguna tendencia estética, Joao Cabral de Melo Neto y Lêdo Ivo. Sin embargo, son considerados por muchos estudiososo como los representantes más importantes de la generación de 1945.

## Posmodernismo y regionalismo
Lo que definía al modernismo brasileño eran, sobre todo, dos características: el experimentalismo en el lenguaje y una consciencia social, o más bien una mezcla de ambos rasgos, como sucedía en el caso de Oswald de Andrade, quien durante un breve tiempo se sintió atraído por el movimiento comunista. En contrapartida, la reacción contra el modernismo se caracteriza por emplear un lenguaje literario más formal (como fue el caso de la denominada "Generación de 1945", con la poesía altamente física de João Cabral de Melo Neto, que se opone al modernismo poético de Carlos Drummond de Andrade y con los sonetos de Vinicius de Moraes), y por un enfoque en el que predominan el subjetivismo, el conservadurismo político y el catolicismo militante.
Dos importantes escritores brasileños de esta "escuela" y que tienen publicaciones tras la década de 1950 son Clarice Lispector, con sus novelas y cuentos existencialistas, y João Guimarães Rosa, cuyo lenguaje experimental cambió la imagen de la literatura brasileña para siempre. Su novela Gran Sertón: Veredas ha sido comparada con el Ulises, de James Joyce, o con Berlin Alexanderplatz, de Alfred Döblin.
Con una extensa obra, Graciliano Ramos también marcó este período de la literatura brasileña. Sus obras sobre la música sertaneja y sobre los precarios procesos de urbanización en los pequeños centros urbanos determinan, junto con otros escritores, la generación de 1930, la cual, aunque vinculada al modernismo, estaba más asociada a una vertiente regionalista, con temáticas renovadas y espíritu crítico.
Siguiendo la estela del subjetivismo conservador inaugurado por los novelistas católicos Octávio de Faria, Lúcio Cardoso, Cornélio Pena y Gustavo Corção, va a desarrollar su carrera Nelson Rodrigues: considerado como el dramaturgo más importante de Brasil, fue también un destacado autor de novelas y cuentos, así como un conocido periodista deportivo. Sus obras teatrales y cuentos constituyen una crónica de las costumbres sociales brasileñas de las décadas de 1950 y 1960. Por su parte, los escritos deportivos describen la evolución del fútbol, una de las pasiones nacionales de Brasil. Rodrigues, que era considerado conservador y de derechas, criticaba con dureza a los jóvenes de izquierdas que se oponían a la dictadura militar instaurada tras el golpe de Estado de 1964. Por un tiempo, Nelson Rodrigues estuvo a favor de la dictadura, hasta sufrir el trágico destino de tener a uno de ses hijos torturados y encarcelados por pertenecer a una organización guerrillera clandestina.

## Contemporánea

Lygia Fagundes Telles. Archivo Nacional del Brasil.

La literatura brasileña contemporánea se centra, en general, en la vida urbana y en los problemas que en ella se dan: la soledad, la violencia, las cuestiones políticas y el control de los medios de comunicación. Escritores como Rubem Fonseca y Sérgio Sant'Anna escribieron destacados libros sobre estos temas en la década de 1970, abriendo nuevos caminos a la literatura literatura brasileña. En la prosa de ficción, son también dignos de mención Autran Dourado, Murilo Rubião, Josué Montello, Herberto Sales, Otto Lara Resende, Adonias Filho, Lygia Fagundes Telles, Osman Lins, Campos de Carvalho, Fernando Sabino, Antonio Callado, Dalton Trevisan, Carlos Heitor Cony, José J. Veiga, João Antônio, José Cândido de Carvalho, Moacyr Scliar, João Ubaldo Ribeiro, Luiz Vilela, Nélida Piñón, Ariano Suassuna, Pedro Nava, Raduan Nassar, Ignacio de Loyola Brandão, João Gilberto Noll, Cristóvão Tezza, Antônio Torres, Zulmira Ribeiro Tavares, Milton Hatoum, Ana Miranda, Bernardo Carvalho, Luiz Ruffato y Stefano Volp.
En lo que respeta a la poesía, Ferreira Gullar, Manoel de Barros y Adélia Prado se cuentan entre los poetas más aclamados en los círculos literarios brasileños, hasta el punto de que el primero de ellos, Gullar, llegó a ser propuesto para el Premio Nobel de Literatura.